# Vid fönstret
Vid fönstret (norska: Ved vinduet) är en oljemålning av den norske konstnären Hans Heyerdahl från 1881. Den ingår i samlingarna på Nasjonalmuseet for kunst, arkitektur og design i Oslo sedan 1939. 
Heyerdahl utbildade sig på Akademie der Bildenden Künste München 1874–1877 och arbetade inledningsvis i en mörk kolorit. Efter succén med Adam och Eva utdrivna ur paradiset på Salongen i Paris 1878 flyttade Heyerdahl till Paris där han blev elev till Léon Bonnat. I Paris tog Heyerdahl framför allt intryck av den samtida franska konsten och impressionisterna. Detta syns framför allt i Vid fönstret som i kontrast till hans tidigare verk utmärks av en ljus kolorit, mjuk penselföring och otydliga konturer. Kvinnan som avbildas är hans första hustru, sångerskan Maren Christine Heyerdahl (1854–1931). De gifte sig 1879 och fick sitt första barn året därpå. 
Vid fönstret är signerad "Hans Heyerdahl 1881" i nedre vänsterhörnet och "Paris" i nedre högerhörnet.